# Unisonic
Unisonic is een Duitse powermetalband, opgericht in november 2009 door Michael Kiske, de tweede (voormalige) zanger van de eveneens Duitse band Helloween en andere leden van het project Place Vendome.

## Geschiedenis
Michael Kiske had geen vaste band meer en wilde een band beginnen in 2009. Hij was echter bezig met het project Place Vendome. Kiske richtte Unisonic samen met andere leden van het project Place Vendome, Dennis Ward en Kosta Zafiriou, van Pink Cream 69, op. De Zwitserse gitarist Armand Meyer, werd hier ook bij betrokken en zo ontstond in november 2009 de nieuwe band. De leden waren het snel eens over de naam.
In maart 2011 voegde de eerste zanger (en medeoprichter) van Helloween, Kai Hansen, zich ook bij de band, die na Helloween in onder andere Gamma Ray gitaar speelde en zong. 

## 2014
Medio 2014 tourde Unisonic door Japan en Europa vanwege hun laatste album Light of Dawn, samen met Edguy, een Duitse band waar leden van Unisonic soms bij betrokken zijn.

## Band
- Michael Kiske - zanger (vanaf de oprichting in 2009)
- Kai Hansen - leidende en ritmische gitarist, zanger en achtergrondzanger (vanaf 2011)
- Mandy Meyer - leidende gitarist en ritmische gitarist (vanaf de oprichting in 2009)
- Dennis Ward - bassist en achtergrondzanger (vanaf de oprichting in 2009)
- Kosta Zafiriou - drummer / percussionist (vanaf de oprichting in 2009)[1]

## Discografie
- Ignition (ep, 2012)
- Unisonic (album, 2012)
- For the Kingdom (ep, 2014)
- Light of Dawn (album, 2014) (ook op dubbelelpee (vinyl)) en digi-pack.[2]
- Live in Wacken, opgenomen in 2016, uitgebracht in 2017 (cd en bonus dvd)

### Gerelateerde acts en artiesten
- Amanda Sommerville
- Avalon
- Avantasia (project / metalopera)
- Blind Guardian
- Edguy
- Gamma Ray
- Helloween
- Masterplan
- Pink Cream 69
- Place Vendome
- Supared (eerste band  van Kiske na Helloween)